# Voropaii, Lîpova Dolîna
Voropaii (în ucraineană Воропаї) este un sat în comuna Moskovske din raionul Lîpova Dolîna, regiunea Sumî, Ucraina.

## Demografie
Componența lingvistică a localității Voropaii
     Ucraineană (93,75%)
     Rusă (6,25%)
Conform recensământului din 2001, majoritatea populației localității Voropaii era vorbitoare de ucraineană (93,75%), existând în minoritate și vorbitori de rusă (6,25%).